# Todirostre à gorge noire
Hemitriccus granadensis
Espèce
Statut de conservation UICN

 LC  : Préoccupation mineure
Le Todirostre à gorge noire (Hemitriccus granadensis) est une espèce de passereaux de la famille des Tyrannidés.

## Répartition et sous-espèces
Selon la classification de référence du Congrès ornithologique international (14.2, 2025) il se répartit en 7 sous-espèces :
- H. g. lehmanni (Meyer de Scheuensee, 1945) — sierra Nevada de Santa Marta ;
- H. g. intensus (Phelps & Phelps Jr., 1952) — serranía de Perijá ;
- H. g. federalis (Phelps & Phelps Jr., 1950) — centre de la cordillère de la Costa (Venezuela) ;
- H. g. andinus (Todd, 1952) — cordillère Orientale (Colombie) ;
- H. g. granadensis (Hartlaub, 1843) — Andes colombiennes et nord-équatoriennes ;
- H. g. pyrrhops (Cabanis, 1874) — Andes sud-équatoriennes et péruviennes ;
- H. g. caesius (Carriker, 1932) — Andes orientales du sud-est du Pérou et de Bolivie.